# Acontia alessandra
Acontia alessandra là một loài bướm đêm trong họ Noctuidae.